# AvaTrade
AvaTrade este o societate bursieră irlandeză de brokeraj. Societatea oferă tranzacții pe mai multe piețe, inclusiv valutare, a materii prime, de indici bursieri, de acțiuni, de titluri de valori, de opțiuni, de criptovalute și de obligațiuni, comercializate la bursă prin intermediul platformelor sale de comerț și a aplicației mobile. Sediul societății se află la Dublin, iar compania-administrator se află pe Insulele Virgine Britanice. Printre altele AvaTrade dispune de reprezentanțe în Tokyo, Milano, Paris, Sydney și Ulan-Bator.

## Scurt istoric
AvaTrade a fost creată ca Ava FX în anul 2006 de către Emanuel Kronitz, Negev Nosatzk și Clal Finance Ltd.
În luna martie 2011 societatea a achiziționat clienții neamericani a agentului de bursă eForex. În luna iunie 2011 societatea a achiziționat de la Finotec Trading UK Limited clienții și marfa clienților din afara Uniunii Europene.
În anul 2013 societatea AvaFX și-a schimbat denumirea în AvaTrade.

## Operațiuni
AvaTrade oferă tranzacții de tip spot, preponderent prin intermediul MetaTrader 4 (MT4) și software-ul propriu AvaTrader.
În luna august 2013 societatea AvaTrade și-a prezentat tranzacțiile cu bitcoin cu CFD pe platformele AvaTrader și MT4.

### Reglementare
Activitatea AvaTrade în UE este reglementată de Banca centrală a Irlandei, în Australia – de către Comisia australiană pentru titluri de valoare și investiții, în Japonia – de către Agenția servicii financiare, de către Asociația opțiunilor financiare a Japoniei și Asociația japoneză a opțiunilor comerciale, iar pe Insulele Virgine Britanice – de către Comisia pentru servicii financiare a Insulelor Virgine Britanice. Societatea oferă serviciile sale comercianților din diferite țări ale lumii, cu excepția SUA, Noua Zeelandă și Belgia.

## Critici
În luna aprilie 2018 Departamentul protecție consumatori și finanțe a regiunii Saskatchewan a emis o avertizare pe numele societății pentru utilizarea neautorizată a platformei online.